# Antocha (Antocha) lacteibasis
Antocha (Antocha) lacteibasis is een tweevleugelige uit de familie steltmuggen (Limoniidae). De soort komt voor in het Palearctisch gebied.